# 日本の用水路一覧
日本の用水路一覧（にほんのようすいろいちらん）とは、日本全国に存在する用水路の一覧である。
分割元：用水路

## 日本の主な用水路
（　）内は完成または供用開始年と水源、現在の流域自治体。複数の都道府県をまたいで流れる用水路の場合、区間が長いほうの都道府県の項目に入れる。

### 北海道地方
- 真駒内用水（1879年、真駒内川、札幌市）
- 北海幹線用水路（1929年、空知川、空知支庁赤平市 - 砂川市 - 奈井江町 - 美唄市 - 三笠市 - 岩見沢市 - 南幌町）
- 旭川聖台用水（1937年、石狩川水系宇莫別川聖台ダム、上川郡美瑛町）[1]
- 篠津中央篠津運河用水（1970年、石狩川、樺戸郡月形町 - 石狩郡新篠津村 - 石狩郡当別町 - 江別市）

### 東北地方

#### 青森県
- 稲生川用水（1966年、奥入瀬川）
- 土淵堰（1644年、岩木川、弘前市 - 藤崎町 - 板柳町 - 鶴田町 - つがる市）[2]

#### 岩手県
- 照井堰用水（1170年、磐井川、一関市）
- 鹿妻穴堰（慶長年間、雫石川、盛岡市 - 紫波郡）
- 寿庵堰用水（1631年、胆沢川寿庵堰、胆沢平野（奥州市・金ケ崎町））

#### 宮城県
- 六郷堀・七郷堀（広瀬川愛宕堰、仙台市若林区）[3][4]
- 郡山堀（1855年、広瀬川、仙台市）
- 四ツ谷用水（1629年、広瀬川、仙台市）
- 大堰（江合川、大崎市）
- 蝉堰（1670年ごろ、鳴瀬川、加美郡加美町）

#### 秋田県
- 上郷温水路群（1960年、白雪川水系鳥越川、にかほ市象潟町）
- 田沢疏水（玉川、田沢湖、横手盆地）

#### 山形県
- 寒河江川用水（寒河江川二の堰・高松堰）
- 北楯大堰（1612年、立谷沢川、庄内地方）
- 金山大堰（金山川）
- 山形五堰（1624年、馬見ヶ崎川、山形市）
- 長堀堰（1643年、白川、川西町）[5]
- 井の下堰（1918年、荒川水系金目川、小国町）[6]

#### 福島県
- 安積疏水（1884年、猪苗代湖、郡山市）
- 会津大川用水（阿賀川）
- 西根堰（1633年、摺上川、福島市 - 桑折町 - 国見町 - 伊達市）
- 栗本堰（江戸時代、松川、二本松市）[7]
- 二合田用水（江戸時代、阿武隈川水系烏川上流・岳ダム、二本松市）[8]

### 関東地方

#### 茨城県
- 小場江用水（1656年、那珂川、常陸大宮市 - ひたちなか市）
- 霞ヶ浦用水（1994年）
- 備前堀（江戸時代初期、那珂川水系桜川、水戸市）
- 福岡堰（1625年、小貝川、つくばみらい市）

#### 栃木県
- 蟇沼用水（江戸時代慶長年間、蛇尾川、那須塩原市）
- 巻川用水（1647年、熊川上流の大巻川水神山堰堤、那須塩原市）[9]
- 木ノ俣用水（1765年、那珂川、那須塩原市）
  - 穴沢用水
  - 山口堀
  - 新木ノ俣用水
- 那須疏水（1885年、那珂川、那須塩原市）
- 徳次郎用水（1827年頃、田川、宇都宮市）
- 宝木用水（1859年、徳次郎用水、宇都宮市）
- 新川（1894年、宝木用水、宇都宮市 - 下野市）
- 大沢五ヶ村用水（日光市）
- 小山用水路

#### 群馬県
- 群馬用水（1972年、利根川）
- 広瀬用水（利根川、渋川市 - 前橋市 - 伊勢崎市）
- 長野堰用水（烏川、高崎市）
- 鏑川用水
- 邑楽用水路
  - 利根加用水
- 天狗岩用水（1604年、利根川、渋川市 - 北群馬郡吉岡町 - 前橋市 - 高崎市 - 佐波郡玉村町）
- 赤城大沼用水（赤城大沼、前橋市）[10]
- 大正用水（1952年、利根川、渋川市 - 前橋市 - 伊勢崎市）
- 岡登用水

#### 埼玉県
- 大里用水（荒川）[11]
  - 左岸幹線導水路（深谷市 - 熊谷市）
    - 奈良堰幹線用水路（熊谷市 - 深谷市(支線経由)）
    - 玉井堰幹線用水路（熊谷市 - 行田市(支線経由)）
    - 大里幹線用水路（熊谷市）
      - 荒川左岸幹線用水路（熊谷市 - 行田市(支線経由) - 鴻巣市(支線経由)）

  - 右岸幹線同水路（深谷市 - 熊谷市）
    - 御正吉見堰幹線用水路（熊谷市）
- 埼玉用水路（1968年、利根川）
  - 葛西用水路（1660年、行田市 - 東京都足立区）
    - 北側用水路（加須市 - 幸手市）
    - 中郷用水路（幸手市 - 北葛飾郡杉戸町）
    - 南側用水路（幸手市 - 北葛飾郡杉戸町）
      - 千石用水路（南側用水路、幸手市 - 北葛飾郡杉戸町）

    - 八条用水（越谷市 - 八潮市）

  - 島中幹線用水路
- 権現堂川用水路（1892年、中川、幸手市 - 杉戸町）
- 末田用水（元荒川、さいたま市 - 越谷市）
- 須賀用水（元荒川末田須賀堰、さいたま市 - 越谷市）
- 野火止用水（1655年、玉川上水、新座市）
- 備前渠用水（1604年、利根川、県西北部）
- 見沼代用水（1728年、利根川、行田市 - 東縁西縁分岐点）
  - 上田用水（見沼代用水、久喜市 - 白岡市）
  - 新川用水（1690年、見沼代用水、久喜市）
    - 稲荷台用水（新川用水、久喜市）
    - 塚堀用水（新川用水、久喜市）
    - 芝原用水（新川用水、久喜市）

  - 中島用水路（1728年、見沼代用水、久喜市）
    - 笠原沼用水（久喜市 - 南埼玉郡宮代町 - 白岡市）
      - 中須用水（南埼玉郡宮代町）
      - 百間用水（南埼玉郡宮代町）
        - 内郷用水（南埼玉郡宮代町）

    - 黒沼用水（久喜市 - 白岡市）
      - 馬立用水（久喜市 - 白岡市）
      - 内牧用水（白岡市）
      - 豊春用水（白岡市）

  - 見沼代用水東縁（東縁西縁分岐点 - 東京都足立区）
    - 天久保用水（さいたま市）
    - 赤堀用水路（川口市）

  - 見沼代用水西縁（東縁西縁分岐点 - 川口市）
    - 高沼用水（さいたま市）
      - 高沼用水東縁
      - 高沼用水西縁

    - 辻用水（川口市 - さいたま市）
    - 戸田用水（川口市 - 戸田市）
    - 新曽用水（川口市 - 戸田市）
- 平沼用水（平沼落川、久喜市）
- 新規堀用水（青毛堀川、久喜市）
  - 掛堀用水（新規堀用水の分流、久喜市）
- 蕨用水（蕨市）
- 大橋井堰用水（綾瀬川、さいたま市）
- 金野井用水路（1964年、江戸川、春日部市 - 松伏町 - 吉川市）
- 二郷半領用水（寛永年間、大落古利根川松伏溜井・中川二郷半領中川揚水機場、松伏町 - 吉川市 - 三郷市）
- 新田用水路（寛永年間、大落古利根川松伏溜井、松伏町 - 吉川市 - 三郷市）

#### 千葉県
- 大利根用水（1950年、利根川、東庄町・旭市・匝瑳市・横芝光町）
- 両総用水（1965年、栗山川、横芝光町 - 山武市 - 東金市 - 大網白里市 - 茂原市・九十九里町・白子町 - 長生村 - 一宮町）
  - 房総導水路（1997年、両総用水、千葉県）
- 成田用水（1981年、利根川、千葉県）
- 北千葉導水路（2000年、利根川、千葉県）
- 平山用水（1836年、亀山湖、君津市）

#### 東京都
- 六郷用水（1611年、多摩川、東京都狛江市 - 世田谷区 - 大田区）
- 大丸用水（江戸時代初期、多摩川、東京都稲城市 - 神奈川県川崎市多摩区）
- 玉川上水（1654年、多摩川、東京都羽村市 - 新宿区）
  - 福生分水
  - 熊川分水
  - 拝島分水
  - 殿ヶ谷分水
  - 柴崎分水
  - 砂川分水（1657年、玉川上水）
  - 野火止用水（玉川上水、立川市小平監視所 - 埼玉県新座市 - 埼玉県志木市新河岸川）
  - 新堀用水（玉川上水、小平市）
  - 小川用水（玉川上水、小平市）
  - 千川上水（1696年、玉川上水、東京都西東京市・武蔵野市 - 豊島区）
  - 品川用水（玉川上水、品川区）
  - 牟礼分水
  - 三田用水（1664年（三田上水として開設）～1974年、玉川上水、東京都世田谷区 - 渋谷区/目黒区 - 港区）
  - 神田上水助水堀
  - 恋ヶ窪用水
  - 田無用水（新堀用水、小平市）
  - 鈴木用水（新堀用水、小平市）
  - 仙川分水
  - 原宿村分水
  - 大沼田用水（鈴木用水、小平市）[12]
- 昭和用水
- 府中用水
- 石神井用水
- 新堀用水
- 鈴木用水
- 日野用水
- 向島用水
- 北平用水
- 南平用水
- 高幡用水
- 落川用水
- 一宮用水
- 上村用水
- 川北用水
- 日野市の用水路
  - 新井用水（上田用水）
  - 上田用水（浅川）
  - 黒川用水（黒川清流公園内の湧水）
  - 豊田用水（戦前、浅川、東京都日野市、浅川滝合橋付近～「日野市上田472」まで。

#### 神奈川県
- 二ヶ領用水（1611年、多摩川、神奈川県川崎市）
- 荻窪用水（1802年、早川、神奈川県箱根町 - 小田原市）
- 大丸用水
- 相模川左岸用水（1940年、相模川、神奈川県相模原市 - 茅ヶ崎市）
- 中津川左岸用水
- 文命用水
- 牛久保用水
- 新堀用水路（烏山用水）

### 中部地方

#### 新潟県
- 新江用水路（1678年、阿賀野川頭首工、阿賀野市 - 新潟市）[13]
- 中江用水（1678年、関川水系）
- 福島江（1651年、信濃川右岸 - 猿橋川、長岡市）
- 飯塚江（江戸時代初め、渋海川、長岡市）
- 泉島新江（江戸時代終わり頃、渋海川、長岡市）
- 山東用水路（1932年、信濃川左岸、長岡市）[14]
- 芝倉沢水路（信濃川水系釜川支流芝倉沢、十日町市）[15]
- 峠隧道用水（1893年、斑尾川、妙高市）

#### 富山県
- 十二貫野用水（富山県）[16]
- 常西合口用水（1893年、常願寺川、富山市）
- 鷹栖口用水（砺波平野疏水群）（庄川、砺波市）[17]
- 舟倉用水（富山県）

#### 石川県
- 辰巳用水（1632年、犀川、金沢市）
- 金沢疏水群（大野庄用水・鞍月用水・長坂用水）
- 手取川疏水群（手取川七ヶ用水・宮竹用水）

#### 福井県
- 九頭竜川下流
  - 芝原上水（芝原用水）（1607年、芝原上水水門、永平寺町 - 福井市）
  - 光明寺用水（芝原上水、福井市）
  - 十郷用水（1011年、鳴鹿堰堤、坂井市）
  - 新江用水（1625年、鳴鹿大堰）
- 足羽川用水（荘園時代、足羽川水系）
- 高椋用水（十郷用水、坂井市）
- 河合春近用水（1753年、坪内水閘）
- 磯部用水（十郷用水、坂井市）
- 御陵用水
- 本田・藤島十六ヶ用水
- 勝山大用水
- 七ヶ用水
- 西川用水
- 七郷用水
- 松ヶ鼻用水
- 上嶋用水
- 統合用水
- 疋田舟川用水
- 仮屋用水（前川）[18]

#### 山梨県
- 差出堰（笛吹川（万力公園ちどり湖）、山梨市 - 笛吹市 - 甲府市）[19]
- 三分一湧水（長坂町の湧水）
- 浅穂堰
- 楯無堰
- 上条堰（富士川水系荒川、甲斐市）
- 徳島堰（1670年、釜無川、韮崎市 - 南アルプス市）
- 竜王四ヶ村堰（釜無川、甲斐市）
- 谷村大堰
- 新倉掘抜（河口湖、富士河口湖町 - 富士吉田市）

#### 長野県
- 芋川用水（1603年頃、鳥居川 - 斑尾川、信濃町 - 飯綱町）
- 八ヶ郷用水（夜間瀬川、中野市）
- 新田堰（1608年頃、梓川、安曇野市）
- 笹沢用水（軽井沢町笹沢水源、御代田町、佐久市）
- 三河田用水（1633年、湯川、佐久市岩村田 - 同市三河田方面）
- 荒谷用水（1633年、湯川、佐久市横根 - 岩村田方面）
- 常木用水（1633年、湯川、佐久市岩村田 - 同市塚原方面）
- 五郎兵衛用水（1634年、蓼科山麓、佐久市方面）
- 善光寺平用水（裾花川と犀川、長野市）
  - 安茂里用水（裾花川）
  - 鐘鋳堰（裾花川）
  - 八幡・山王堰
  - 久保寺用水（犀川）
  - 小市用水（犀川）
  - 四ヶ郷用水（犀川）
- 矢原堰（1654年、犀川、安曇野市）
- 勘左衛門堰（1685年、奈良井川、松本市 - 安曇野市）
- 御影用水（1686年、浅間山麓、小諸市方面）
- 大町用水堰（1742年、佐久市小田井 - 湯川方面）
- 今宿用水堰（1742年、佐久市小田井 - 湯川方面）
- 荒町用水堰（1745年、佐久市小田井 - 湯川方面）
- 拾ヶ堰（1817年、奈良井川、松本市 - 安曇野市）
- 新堀堰（1861年、安曇野市）
- 富田堰（1920年、安曇野市）
- 立田堰（梓川‐左岸、松本市）
- 長尾堰（梓川‐左岸、松本市 - 安曇野市）
- 小田多井堰（梓川‐左岸、安曇野市）
- 温堰（梓川‐左岸、安曇野市）
- 住吉堰（梓川‐左岸、安曇野市）
- 横沢堰（梓川‐左岸、松本市）
- 庄野堰（梓川‐左岸、松本市）
- 中萱堰（梓川‐左岸、安曇野市）
- 鳥羽堰（1685年以前、梓川‐左岸、安曇野市）
- 穂高沢
- 矢原沢
- 烏川用水（烏川、安曇野市）
- 五力用水（1832年、安曇野市）
- 新村堰（梓川‐右岸、松本市）
- 榑木堰（梓川‐右岸、松本市）
- 栗林堰（梓川‐右岸、松本市）
- 島堰
- 高松堰
- 北方堰
- 飯田堰
- 波田堰（1877年、梓川‐右岸、松本市）
- 和田堰（937年以前、梓川‐右岸、松本市）
- 黒川堰（1871年ころ、梓川‐右岸、松本市）
- 四カ堰（1872年、奈良井川、塩尻市）
- 西天竜幹線水路 （完成は1928年、天竜川、岡谷市 - 伊那市）
- 塩沢堰（弁天神源泉・水出源泉、立科町）
- 横堰（茅野市）

#### 岐阜県
- 西濃用水（1984年、揖斐川）
- 瀬戸川用水（1585年、荒城川、飛騨市）
- 曽代用水（1675年、長良川、美濃市 - 関市）
- 各務用水（1890年、長良川、関市 - 岐阜市 - 各務原市）
- 席田用水（1530年、根尾川、本巣市 - 岐阜市）

#### 静岡県
- 三方原用水（1970年、天竜川、浜松市）
- 浜名用水(天竜川)
- 大井川用水（大井川）
- 深良用水（1670年、芦ノ湖）
- 源兵衛川（奈良時代、楽寿園内小浜池、三島市）
- 富士川用水（1967年、三ヶ月島発電所放水路、富士市）

#### 愛知県
- 豊川用水（天竜川水系 - 豊川水系、新城市 - 田原市）
- 牟呂用水（豊川、愛知県東部）
- 松原用水（豊川、豊橋市）
- 明治用水（1890年、矢作川、豊田市 - 刈谷市）
- 愛知用水（1961年、木曽川水系、岐阜県八百津町 - 知多郡南知多町）
- 濃尾用水（木曽川水系、木津用水、宮田用水、羽島用水を主幹とする用水網の総称）
- 木曽川用水（木曽川）
- 庄内用水（1614年、庄内川、名古屋市）
- 上条用水（応永年間、庄内川、春日井市）

### 近畿地方

#### 三重県
- 立梅用水（1823年、櫛田川水系朝柄川）
- 南家城川口井水（1190年、雲出川、津市）[20]
- 智積養水（神森の蟹池（三滝川の伏流水）、菰野町 - 四日市市）
- 三重用水（1984年、木曽川水系）
- 宮川用水（1982年、宮川、多気郡大台町 - 伊勢市）

#### 滋賀県
- 愛知川用水（愛知川永源寺ダム）

#### 京都府
- 琵琶湖疏水（1890年、琵琶湖・淀川水系、滋賀県大津市三保ヶ崎 - 京都市伏見区）
- 丹波の大溝（1655年、京丹後市峰山町）
- 周枳井溝（1672年、竹野川支流三重谷川、京丹後市大宮町）
- 大井手用水（鎌倉時代、木津川市加茂町瓶原地区）

#### 大阪府
- 大和川分水築留掛かり
  - 長瀬川 (大阪府)（1705年、大和川、柏原市 - 八尾市 - 東大阪市 - 大阪市）
    - 玉串川（1705年、長瀬川、八尾市 - 東大阪市）

#### 兵庫県
- 百間樋（武庫川、西宮市）
- 昆陽井（武庫川、伊丹市）
- 加茂井（猪名川、川西市）
- 東条川疏水（東条川支流鴨川、加東市 - 小野市 - 三木市）[21][22]
- 東播用水
- 淡山疏水
  - 淡河川疏水（1892年、志染川水系、神戸市北区 - 加古郡稲美町）
  - 山田川疏水（1912年、志染川水系、神戸市北区 - 三木市 - 神戸市西区 - 加古郡稲美町）

#### 和歌山県
- 小田井用水（1710年、紀の川水系、橋本市高野口町小田 - 伊都郡かつらぎ町 - 紀の川市 - 岩出市根来）
- 藤崎井用水（1710年、紀の川水系、紀の川市藤崎 - 岩出市 - 和歌山市山口西）
- 紀の川用水（1965年、紀の川水系、奈良県五條市丹原町 - 橋本市 - 伊都郡かつらぎ町 -  紀の川市東三谷）

### 中国地方

#### 岡山県
- 十二箇郷用水（高梁川、総社市 - 岡山市 - 倉敷市）
- 上原井領用水（高梁川、総社市 - 倉敷市真備町）
- 倉敷用水（高梁川、倉敷市 - 倉敷市）
- 八間川用水（高梁川、倉敷市 - 倉敷市水島）

#### 広島県
- 芦田川用水（芦田川七社頭首工、福山市）
- 八木用水（1768年、太田川、広島市）[23]

#### 山口県
- 寝太郎用水路（厚狭川）[24]
- 藍場川（大溝）（1744年、松本川、萩市）[25][26]

### 四国地方
- 香川用水（1974年、吉野川香川用水取水工、徳島県 - 香川県）
- 麻名用水（1908年、吉野川、徳島県吉野川市 - 徳島県石井町 - 徳島県徳島市）
- 袋井用水（鮎喰川、徳島県徳島市鮎喰町）
- 吉野川北岸用水（1990年、吉野川、徳島県）
- 板名用水  (1912年、吉野川、徳島県阿波市 - 徳島県上板町 - 徳島県板野町)
- 南予用水（1996年、肱川、愛媛県）
- 栃ノ木堰（安芸川、高知県安芸市）[27]

### 九州地方

#### 福岡県
- 福岡導水（1983年、筑後川、佐賀県久留米市 - 福岡県）[28]
- 堀川用水（筑後川、朝倉市）
- 両筑平野用水
- 矢部川下流用水
- 柳川の堀割（矢部川・筑後川・沖端川等、柳川市）

#### 佐賀県
- 石井樋（嘉瀬川、佐賀市大和町）[29][30]

#### 長崎県
- 小野用水（本明川、諫早市）

#### 熊本県
- 上井手用水
- 幸野溝（球磨川、湯前町 - 錦町）
- 百太郎溝（球磨川、多良木町 - あさぎり町 - 錦町）
- 南阿蘇村疏水群
- 通潤用水（国の重文通潤橋と円形分水はこの用水のために作られた。　笹原川と五老ヶ滝川、山都町）
- 轟泉水道（轟水源、宇土市）

#### 大分県
- 明正井路（1924年、緒方川・神原川・大野川補水線）（日本最大の石積水路橋で有名）
- 城原井路（1663年、大野川水系久住川神田頭首工）
- 緒方井路（1672年、緒方川）[31]

#### 宮崎県
- 岩熊井堰（1734年、五ヶ瀬川、延岡市）[32]
- 松井用水路（1640年、清武川、宮崎市）

#### 鹿児島県
- 清水篠井手用水（清水岩屋公園清水の湧水、南九州市）
- 筒羽野の疏水（竹中池公園竹中池、湧水町）[33]
- 宮内原用水路（1716年、天降川、霧島市）
- 野井倉用水路（1953年、菱田川牛ヶ迫井堰、志布志市）[34]
- 中津野用水路（1752年、別府川支流山田川、姶良市）

#### 沖縄県
- 宮古用水（宮古島市）